# Страшены
Страше́ны (также Стрэшень; рум. Strășeni) — город и муниципий в Молдавии, центр Страшенского района. В состав города входит село Фэгурень.

## География
Страшены расположены  в 23 км к северо-западу от Кишинёва, возле «Гидигичского водохранилища» (искусственного водоёма площадью ок. 1000 га).

## Происхождение названия
По одной из версий, название города произошло от прилагательного straşnic (страшный) во времена, когда данная местность была покрыта непроходимым болотом (местность была осушена искусственно в XX веке, в составе СССР) и тёмным лесом. По другой, от слова strașina (укр. стриха) — дома которые строились с длинным козырьками.

## История
Во времена Бессарабской губернии Страшены входили в состав Кишинёвского уезда. В конце XIX века там проживало ок. 3 тыс. жителей, много резешей.
7 апреля 1965 года село Страшены получили статус посёлка городского типа, а в 1994 году — города.

## Экономика
Во времена МССР в Страшенах работала чулочно-носочная фабрика, завод строительных материалов и другие предприятия. В 1975 году население города составляло 14,1 тыс. чел.
В настоящее время Страшены знамениты своим вином. На «Страшенском винограднике» в 12 км к западу от Кишинёва выращивают сорта винограда, используемые для изготовления белых игристых вин.